# Friedensweg (Rhön)
Der Friedensweg ist ein ca. 40 km langer Themenwanderweg entlang der ehemaligen innerdeutschen Grenze zwischen dem Nationaldenkmal Skulpturenpark Deutsche Einheit in der Nähe des ehemaligen Grenzübergangs Eußenhausen/Meiningen und Birx in der Rhön. Er befasst sich mit dem Leben mit und an der ehemaligen Grenze. Der Wanderweg wurde vom Verein „Bürger für sanften Tourismus in Hermannsfeld e. V.“ initiiert und ein entsprechendes Begleitbuch herausgegeben.

## Geschichte

### Hintergrund
Die Gegend, die der Wanderweg durchquert, ist durch die ehemalige innerdeutsche Grenze geprägt. Das unmittelbare Grenzgebiet der DDR war Sperrgebiet, die Personenfreizügigkeit dadurch stark eingeschränkt. Des Weiteren waren Siedlungen von den beiden Zwangsaussiedlungen an der innerdeutschen Grenze, „Aktion Ungeziefer“ und „Aktion Kornblume“, betroffen. Ortschaften wie Schmerbach wurden abgesiedelt, ebenso Gehöfte. Ortschaften, die nicht abgesiedelt wurden, aber in ihrer Existenz durch das SED-Regime infrage standen, hatten vorher nicht negativ auffallen dürfen, um Staatstreue zu zeigen. Birx und Melpers waren als infrage kommende Dörfer vorgesehen.
Diese Situation und unterschiedliche persönliche Gründe führten zu Fluchten und Fluchtversuchen aus der DDR, in deren Folge die Grenze mit Personenminen und Selbstschussanlagen verstärkt gesichert wurde.
Auf der anderen Seite der Grenze bewachte wegen der Fulda Gap das 11th Armored Cavalry Regiment an mehreren Stellen die Grenze, um im Falle eines Militärschlags der Staaten des Warschauer Pakts rechtzeitig reagieren zu können.

### Entstehung des Weges
Im Jahr 1996 entwickelte der Verein die Idee, entlang eines Teilstücks dieser Grenze einen Wanderweg anzulegen und mit Informationstafeln zu versehen. Die Wanderer sollen jedoch nicht nur mit der jüngeren Geschichte, sondern ebenso mit der Natur und den historischen Gegebenheiten der Zeit vor 1945 bekannt gemacht werden. Nach starkem Engagement der damaligen Vereinsvorsitzenden Hella Wilhelm unterstützten die angrenzenden Landkreise Schmalkalden-Meiningen und Rhön-Grabfeld sowie die anliegenden Gemeinden die Initiative. Die Texte der Tafeln schrieb Heimatforscher Gerhard Schätzlein; ehrenamtliche Helfer stellten die Schilder an den vorgesehenen Stellen auf. 1997 konnte der Weg eröffnet werden. Die angrenzenden Gemeinden helfen beim Unterhalt des Weges.
Der Verein brachte 1999 in erster Auflage ein Begleitbuch heraus, 2001 erschien es in erweiterter Auflage. Von Anfang an war daran gedacht, die Idee des Friedenswegs auch in andere Regionen zu bringen. Geplant wurde eine Verlängerung von Henneberg bis nach Alsleben.

### Weitere Entwicklung
Der Friedensweg selbst wurde nicht in seiner klassischen Form, also mit kleinen Infotafeln am Standort oder in der Nähe der die Grenze betreffenden Ereignisse sowie einer größeren Einbeziehung der schon vor 1990 bundesdeutschen Landschaften und Gemeinden, entlang der ehemaligen Grenze verlängert. Gleichwohl ist er inzwischen Teil des Grenzwanderweges „Grünes Band“, der nördlich von Birx und östlich des ehemaligen Grenzübergangs anschließt. Die Strecke verläuft weitgehend auf Gebiet der ehemaligen DDR, die entsprechenden Tafeln sind mit mehr Informationen pro Tafel versehen an weitaus weniger Tafelstandorten. Dieses Gebiet verläuft von der tschechischen Grenze entlang der ehemaligen Grenze zum ehemaligen Grenzübergang Eußenhausen/Meiningen, entsprechend dem Friedensweg nach Birx und von dort aus überwiegend nordwärts zur Lübecker Bucht.

## Verlauf

### Wegmarkierung
Die Wegmarkierung ist eine Kombination aus der abstrakten Darstellung der „Goldenen Brücke“ im Nationaldenkmal Skulpturenpark Deutsche Einheit und dem Weltfriedenskreuz Hermannsfeld, die dadurch ein F darstellen. Dieses F ist weiß auf blauem Hintergrund.

### Wegstrecke

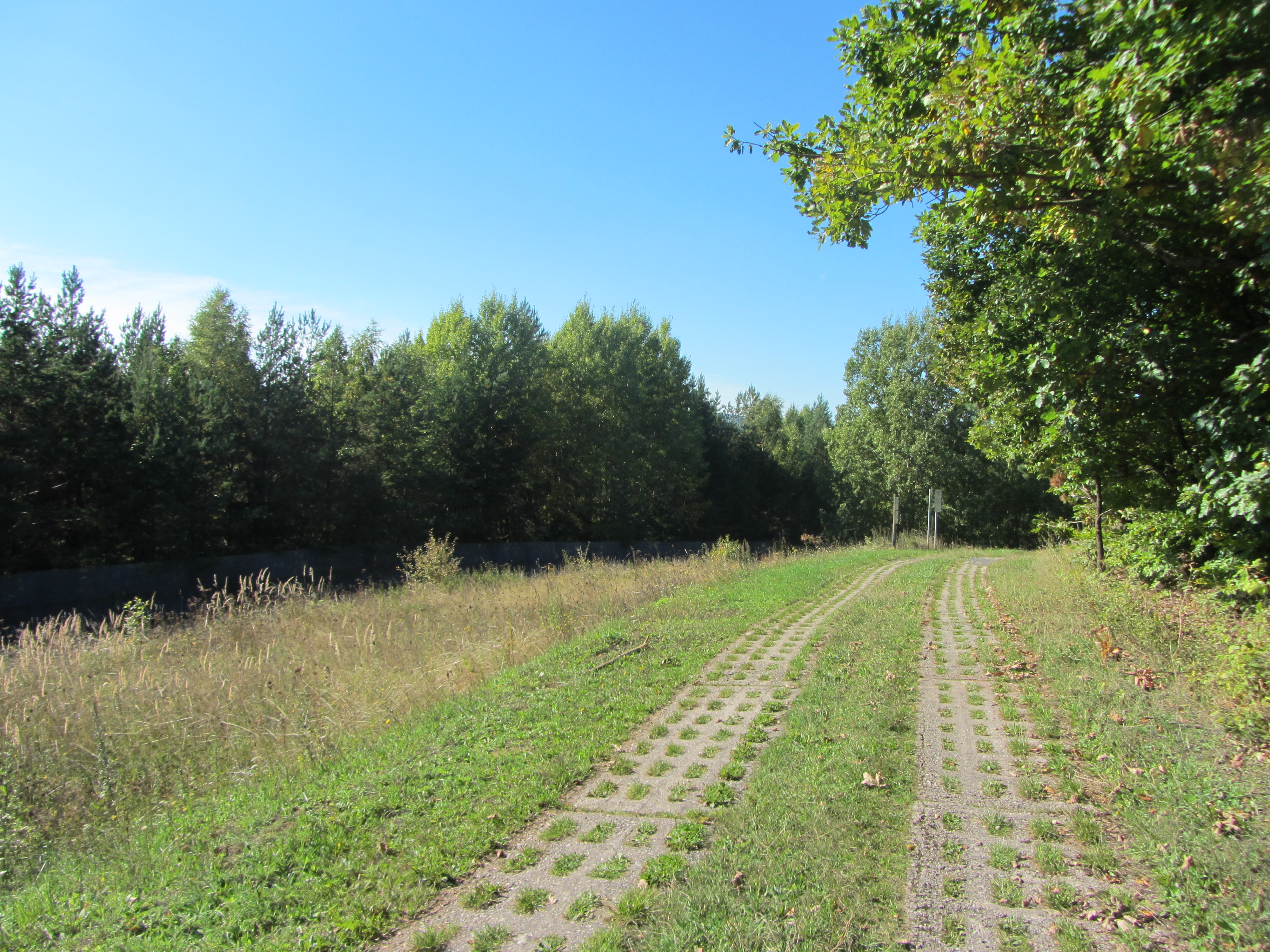
Weg und Teil des Museums am Steinkopf

Der Weg beginnt am Skulpturenpark Deutsche Einheit. Über den ehemaligen Grenzübergang zwischen Eußenhausen und Henneberg geht die Wegstrecke den Berg hinab nahe der ehemaligen Grenze Richtung Hermannsfeld mit Weltfriedenskreuz neben einem ehemaligen Beobachtungsturm. Von dort aus zurück folgt der Wanderweg auf thüringischer Seite weiter der ehemaligen Grenze Richtung Westen. Nördlich von Völkershausen verlässt der Wanderweg den ehemaligen Grenzstreifen und verläuft nach Norden am ehemaligen Gut Ruppers vorbei. Westlich von Stedtlingen umrundet er den Neuberg südlich und erreicht die Wüstung Schmerbach. Ab dort verläuft er weiter auf thüringischer Seite entlang der Grenze. Über den Steinkopf mit Freilichtmuseum wechselt er bei Weimarschmieden auf die bayerische Seite und das Dorf wird erreicht.
Der Weg folgt von Weimarschmieden aus der Straße nach Gerthausen. Vor der Landesgrenze zweigt er links ab, um in einem Bogen zur Kreisstraße NES 31 Richtung Fladungen zu führen. Schließlich wird Brüchs erreicht. Den Ort streifend verläuft der Weg nun nach Norden auf den Abtsberg, wo sich ein Beobachtungsposten der US-Streitkräfte befand. Erneut nach Süden führt der Wanderweg den Berg hinab zur Bundesstraße 285. Der Weg folgt ihr bis zur Erlsmühle nördlich von Oberfladungen. Ab dort verläuft der Weg am ehemaligen Rittergut Huflar vorbei auf den Salkenberg mit dem Heimatblick.
Danach wechselt der Weg wieder auf thüringische Seite und führt auf Frankenheim zu. Das Dorf durchquerend wendet sich der Weg dem Grabenberg zu, wo ein weiterer ehemaliger Grenzturm steht, der aber nicht angelaufen wird. Abschließend führt der Weg nach Birx und durchquert das Dorf, an dessen Ortsausgang die letzte Tafel steht.

### Thementafeln
Auf insgesamt 40 Informationstafeln können Wanderer am Ort des Ereignisses oder in dessen Nähe sich über Einzelschicksale oder den allgemeinen Aufbau der Grenzanlagen und das Leben der DDR-Bürger mit der Grenze informieren. Auch die Beobachtung der Grenze durch die NATO-Staaten wird behandelt.
Konkret behandelt werden Fluchten und Fluchtversuche aus der DDR, abgesiedelte Ortschaften, Grenzverletzungen, Grenzanlagen, mit der Grenze in Zusammenhang stehende Todesfälle, Beobachtungsposten der US-Armee sowie der Sowjets und Orte der Erinnerung.
Die Friedenswegtafeln werden zur Zeit von Dr. Hans-Dieter Bieniek, Karin Kampf und Gerhard Schätzlein, Autoren des Buches „Grenzland Rhön - Wandern im Gestern und Heute“ inhaltlich und layoutmäßig modernisiert. Dieses Projekt wird durch Fördermittel des Landes Thüringen und der Gemeinde Rhönblick ermöglicht.
Die ersten 22 neuen Friedenswegtafeln werden am 11. Mai 2025 am Weltfriedenskreuz bei Hermannsfeld der Öffentlichkeit feierlich übergeben. Die weiteren 21 Friedenswegtafeln von Helmershausen bis Birx werden voraussichtlich bis Ende 2026 fertiggestellt.

### Bedeutsame Objekte entlang des Friedenswegs
Am Wanderweg liegen neben Wüstungen mehrere Denkmäler und Gedenkstätten aus der Zeit vor Errichtung des Friedensweges, die Zeugnis über das Verständnis der damaligen Zeit und ihre Aufarbeitung geben.

#### Nationaldenkmal Skulpturenpark Deutsche Einheit

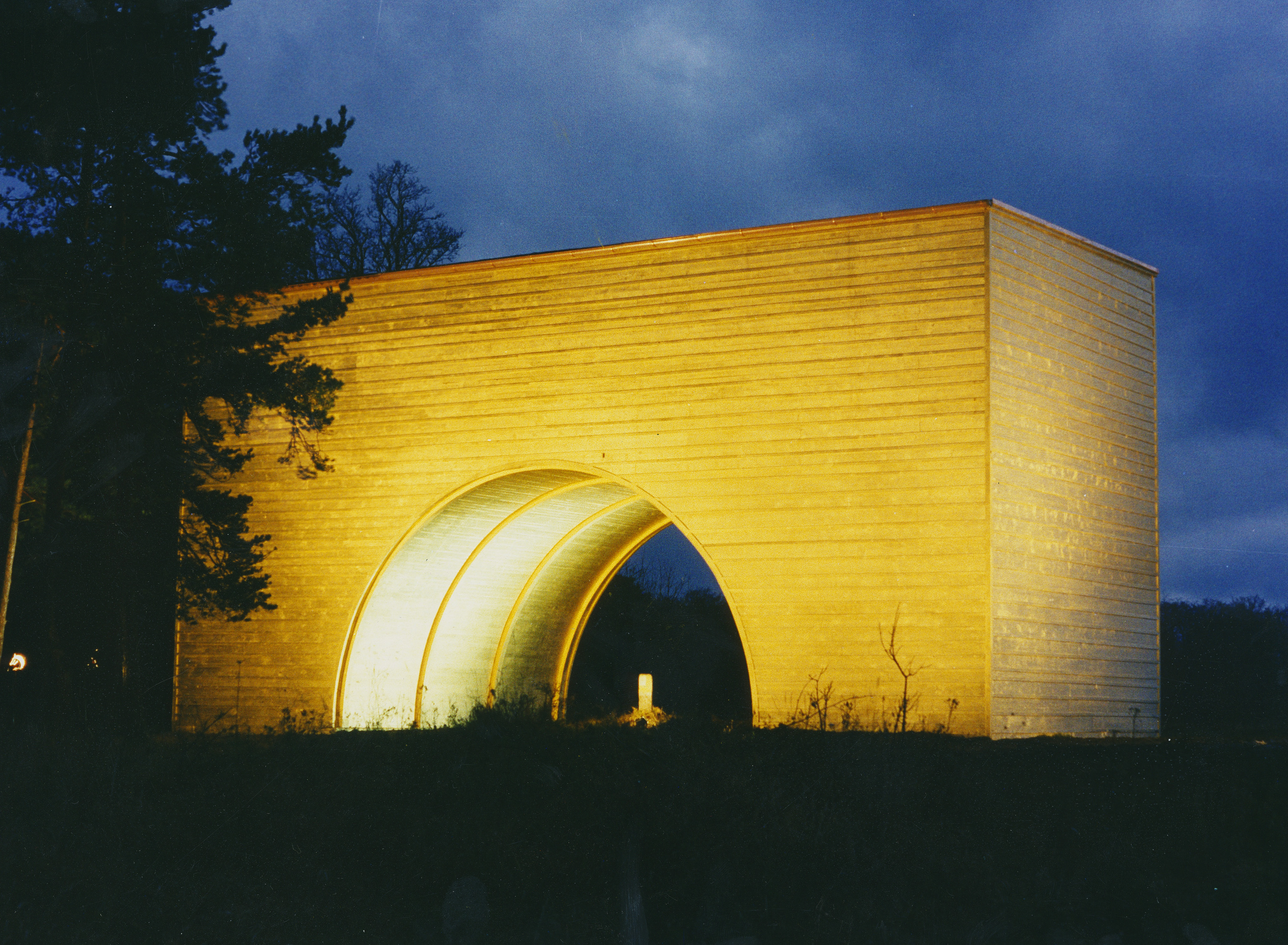
Goldene Brücke (1996)

Nahe dem inzwischen weitgehend abgebauten Grenzübergang Eußenhausen/Meiningen befindet sich das Nationaldenkmal Skulpturenpark Deutsche Einheit. Bildnerische Kunstobjekte, die sich mit der ehemaligen Teilung bzw. dem Recht auf Freiheit befassen, werden dort von lokalen Künstlern aufgestellt. Herausragendes Objekt ist die im Wegweiser stilisiert eingebundene „Goldene Brücke“, das mit je einem Teil auf thüringischer und auf bayerischer Seite steht. Ursprünglich äußerte der Künstler Jimmy Fell, dass die Einheit erst in den Köpfen der Menschen angekommen sei, wenn die Brücke verfallen sei. Gleichwohl strich er das Kunstobjekt 2018 mit neuer goldener Farbe. Er sieht es als Symbol der Einheit, das die ehemalige Grenze überspannt.

#### Weltfriedenskreuz Herrmannsfeld

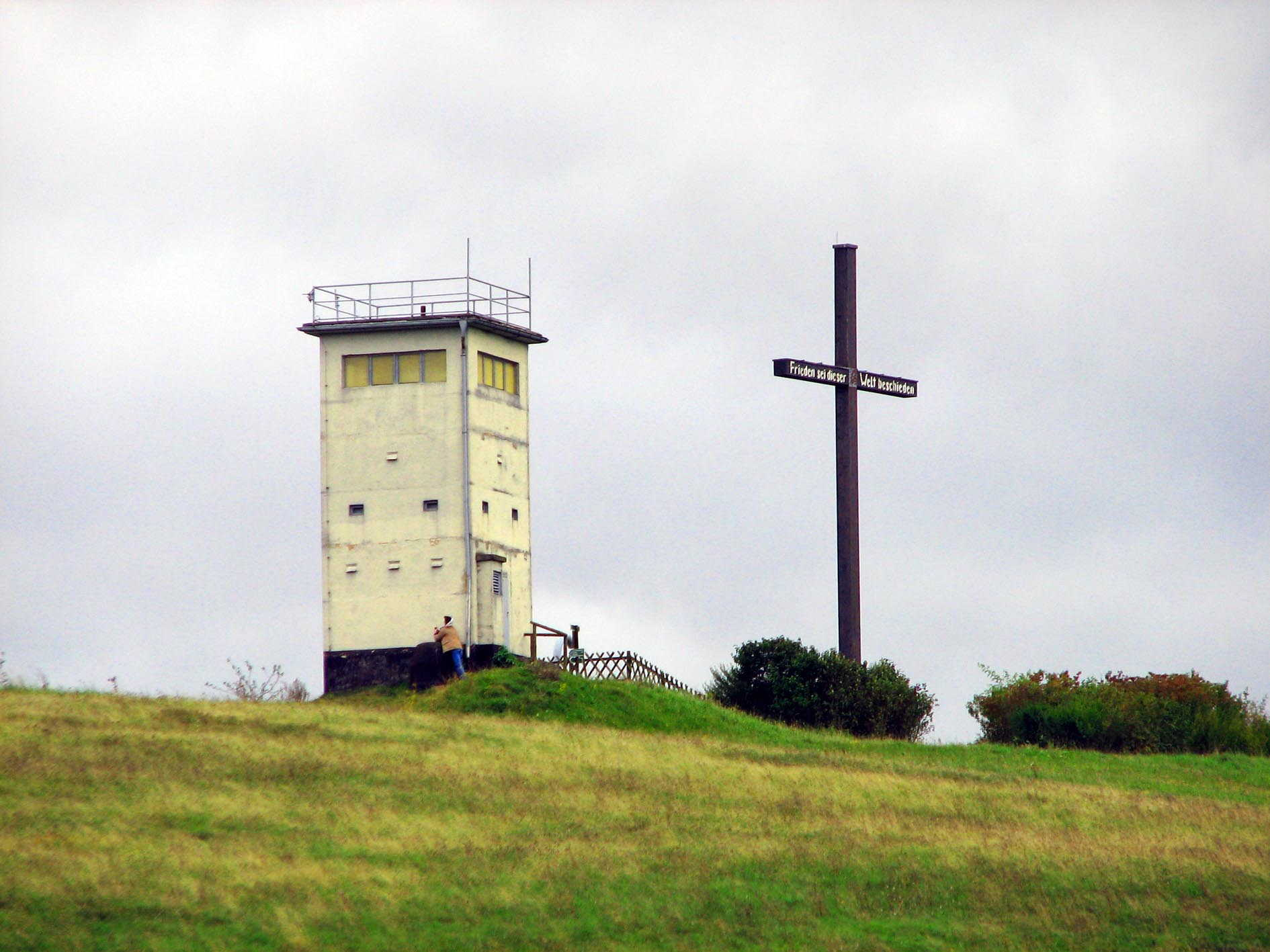
Weltfriedenskreuz Hermannsfeld

Auf dem Dachsberg bei Hermannsfeld steht als Denkmal ein ehemaliger Grenzturm der DDR. Ihn überragt das Weltfriedenskreuz Hermannsfeld, das am Jahrestag der Deutschen Einheit 1991 am Standort der früheren Wallfahrtskapelle St. Wolfgang errichtet wurde. 1996 wurde das Kreuz auf den Dachsberg versetzt als Zeichen, dass der Wunsch nach Frieden größer ist als das Eingesperrtsein. Das Weltfriedenskreuz ist stilisiert Teil des Wegweisers.

#### Freilichtmuseum Steinkopf
Im sogenannten Grenzabschnitt 43 verblieb im Gegensatz zu vielen anderen Abschnitten ein Teil der Grenzanlagen. Die damalige Gemeinde Helmershausen (heute Rhönblick) erhielt die Anlagen und renovierte sie zusammen mit dem Deutschen Kuratorium e. V. zwecks Erhalt für die Nachwelt. Inzwischen sind es Bodendenkmäler, und Teile der Anlage dienen Tieren als Unterschlupf. Die Minenanlagen hingegen wurden geräumt.

#### Heimatblick

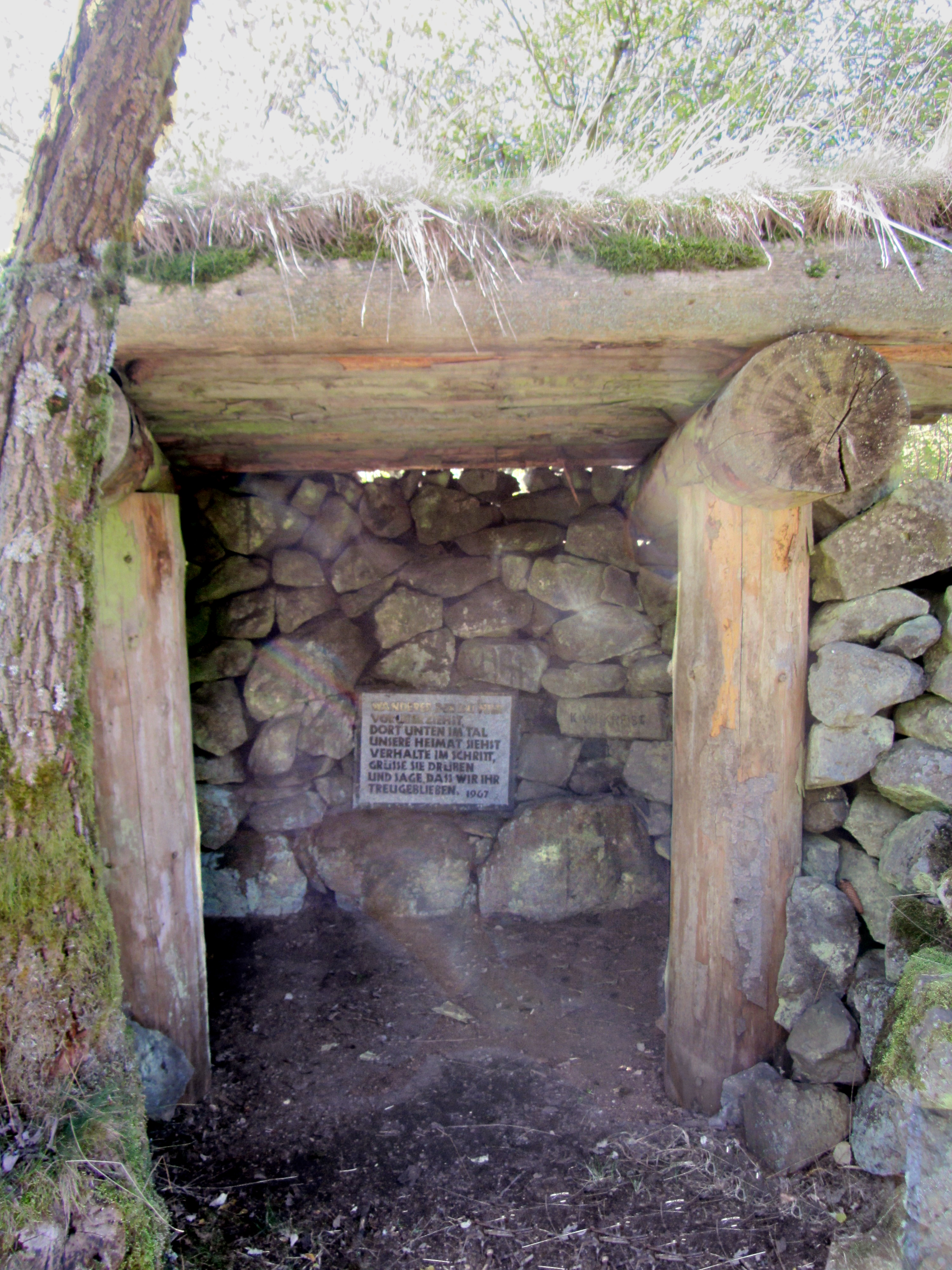
Denkmal am Heimatblick

Der Heimatblick, eigentlich Rhönkopf, ist ein Berg der Langen Rhön. Er erhielt seinen Namen dadurch, dass Flüchtlinge der DDR, vor allem aus dem oberen Feldatal, von dort aus in ihre alte Heimat blicken konnten. 1967 wurde aus Basaltblöcken ein kleiner Unterschlupf errichtet und eine Platte eingearbeitet mit der Bitte, den in der DDR Verbliebenen zu signalisieren, dass die Flüchtlinge trotz ihrer Flucht der Heimat verbunden sind.

### Naturräumlicher Aspekt
Infolge der Jahrzehnte fehlender intensiver Bewirtschaftung des Landstrichs verläuft der Weg durch Naturräume, die biologisch bedeutsam sind, da sich ein naturnaher Lebensraum entwickeln konnte. Er folgt teilweise historischen Kolonnenwegen, teilweise grenznahen Wirtschaftswegen oder Ortsverbindungsstraßen. Im östlichen Abschnitt sind sie dem Östlichen Rhönvorland zuzurechnen, im westlichen der Langen Rhön und ihrer Ostabdachung, womit die Gesteinsuntergründe von Muschelkalk über Buntsandstein bis hin zu vulkanischen Gesteinen wie Basalt reichen.